# Kristnes
Kristnes ist eine Siedlung im Nordosten von Island.
Sie liegt 10 km südlich von Akureyri an der Eyjafjarðará.
Der Ort hatte 34 Einwohner (Stand: 1. Januar 2023) und gehört zu der Gemeinde Eyjafjarðarsveit.
Durch Hrafnagil führt die Eyjafjarðarbraut vestri , die weiter ins Eyjafjarðardalur führt.
Im weiteren Verlauf wird die Straße zur Eyjafjarðarleið , über die man zur Sprengisandsleið  gelangen kann.
Bei dem Ort zweigt die Miðbraut  nach Osten ab, überbrückt die Eyjafjarðará und mündet auf die  Eyjafjarðarbraut eystri .
Hrafnagil war das Zentrum der früheren Gemeinde Hrafnagilshreppur.
Es ging aus einem Großgehöft hervor und war schon zur Sagazeit bekannt.